# Kaple svaté Anny (Lhotka)
Kaple svaté Anny ve Lhotce u Hostomic byla postavena na základě rozhodnutí o stavbě kaple z roku 1760 majitele panství Hořovice Eugena Vrbny z Freudentálu. Je chráněna jako kulturní památka České republiky.

## Historie
Rozhodnutí o stavbě učinil Eugen Vrbna z Freudentálu na základě slibu své choti Eleonoře v souvislosti s onemocněním svých tří dětí morem. Děti se z této smrtelné nemoci uzdravily. Dne 25. května roku 1761 byla kaple slavnostně vysvěcena. Na hlavním oltáři je obraz sv. Anny a pod ním obraz s rodinnou scénou nemocných dětí u nichž se modlí kněz a rodiče. V kapli jsou rovněž osazeny dodnes provozuschopné varhany. 1. listopadu 1995 byla kaple pro veřejnost uzavřena a začala její stavební obnova. Finančně se na stavební opravě podíleli jak soukromí dárci, kteří přispěli částkou 26 170 Kč, dále Obecní úřad Lhotka a pražské arcibiskupství, jež je vlastníkem kaple. První slavnostní mše po opravě kaple se konala 1. srpna roku 1999. V létě roku 2005 byla provedena oprava vitrážových oken.
Kaple svaté Anny je postavena na místě, z něhož je rovněž pěkný výhled na brdské Hřebeny, obec Neumětely a Hostomice pod Brdy.